# Iapygia (cuadrángulo)

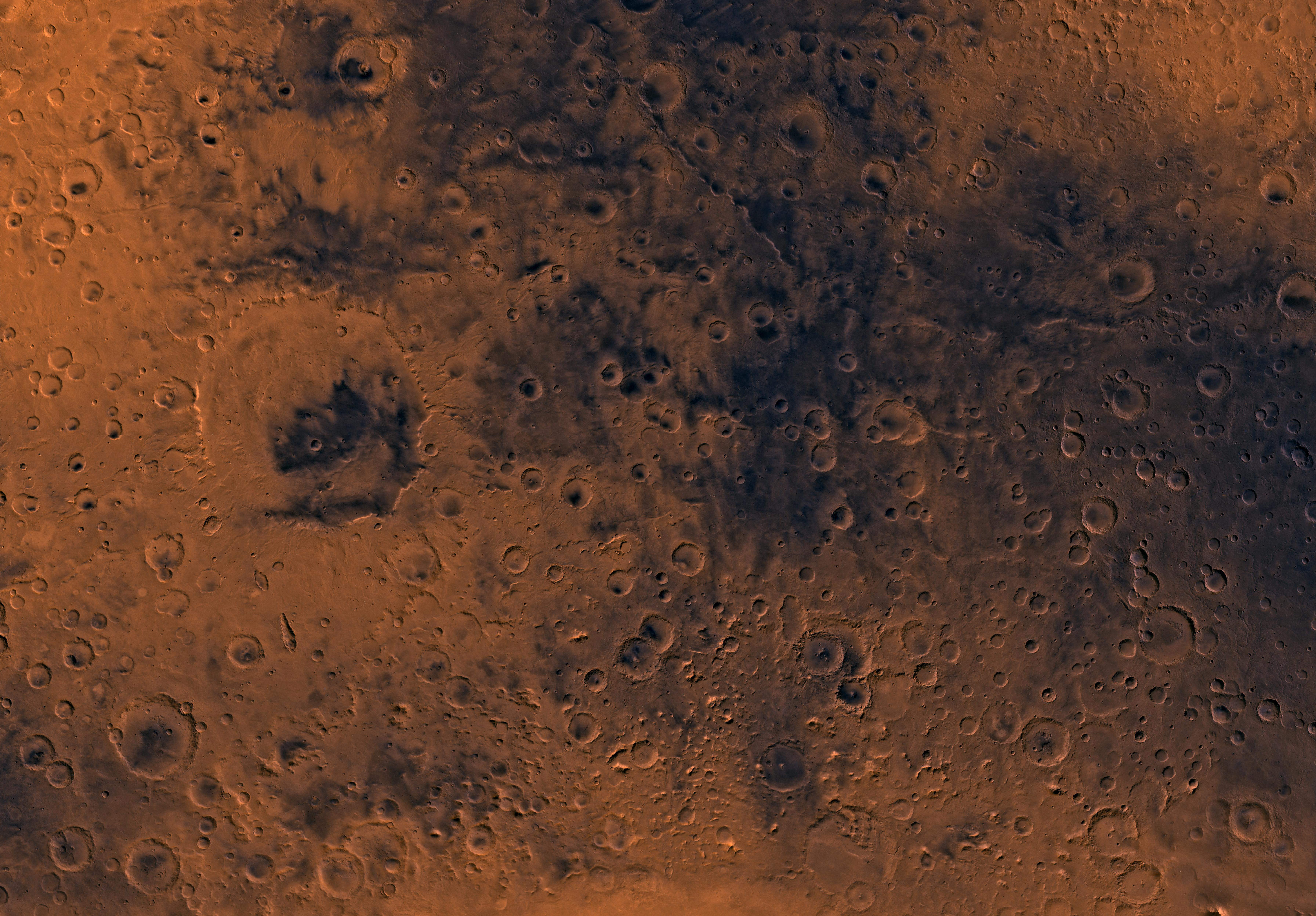
Imagen del Cuadrángulo de Iapygia (MC-21). La mayor parte de la región contiene tierras altas densamente craterizadas y disectadas. La parte centro-oeste contiene el cráter Huygens. El tercio sur incluye el borde norte de la cuenca Hellas.

El cuadrángulo de Iapygia es uno de una serie de 30 mapas cuadrangulares de Marte utilizados por el Programa de Investigación de Astrogeología del Servicio Geológico de los Estados Unidos (USGS). Al cuadrilátero también se le conoce como MC-21 (Mars Chart-21).

## Descripción
El cuadrángulo de Iapygia cubre el área de 270° a 315° de longitud oeste y de 0° a 30° de latitud sur en Marte. Partes de las regiones Tyrrhena Terra y Terra Sabaea se encuentran en este cuadrilátero. El cráter más grande de este cuadrilátero es el Huygens. Algunas características interesantes de este cuadrilátero son los diques. Las numerosas capas encontradas en el cráter Terby y la presencia de carbonatos en el borde del cráter Huygens.